# Кудла, Михал
Михал Кудла (пол. Michał Kudła, род. 17 октября 1991, Познань) — польский гребец-каноист, чемпион Польши, бронзовый призёр Летней Универсиады (2013).

## Спортивная карьера
Игрок спортивного клуба Познания.
На Универсиаде 2013 года выиграл бронзовую медаль в C-4 1000 м (партнерами были Петр Кулета, Матеуш Каминский и Патрик Сокол).
Представлял Польшу на ЧМ-2010 (C-4 1000 м — 5 место), 2011 (C-4 1000 м — 5 место) и 2013 (C-4 1000 м — 9 место), на чемпионате Европы в 2010 (с-1 5000 м — 8 место), 2012 (с-4 1000 м — 6 место), 2013 (C-4 1000 м — 5 место), 2015 (C-2 200 м — 9 место, C-2 500 м — 5 место), 2016 (C-2 1000 м — 7 место) и на Европейских Играх 2015 (C-2 1000 м — 7 место).
На чемпионате Польши завоевал 7 золотых медалей:
- 2010: C-4 1000 м
- 2013: C-1 x 4 200 м
- 2014: C-1 500 м, C-1 1000 м, C-1 x 4 200 м, С-4 1000 м
- 2015: C-4 500 м

Участвовал в летних Олимпийских играх 2016 года в дисциплине каноэ-двойки, 1000 метров в паре с Матеушем Каминским.